# Каталонска офанзива
Каталонската офанзива е част от Гражданската война в Испания. Националистическата армия започва офанзивата на 23 декември 1938 г. и бързо завладява контролираната от републиканците Каталония с Барселона (столица на републиката от октомври 1937 г.).
Барселона е превзета на 26 януари 1939 г. Републиканското правителство се насочва към френската граница. Хиляди хора, бягащи от националистите, също пресичат границата през следващия месец, за да бъдат настанени в лагери за интернирани. Франко затваря границата с Франция до 10 февруари 1939 г.

## Предистория
След поражението си в битката при Ебро, републиканската армия е разбита и не успява да се възстанови. Републиканците губят по-голямата част от въоръжението и войските си. Освен това през октомври 1938 г. републиканското правителство се съгласява да оттегли доброволците от интернационалните бригади. От другата страна, националистите получават нови запаси от боеприпаси, оръжия и самолети от Нацистка Германия. Освен това, след Мюнхенското споразумение, надеждата за намеса на западните демокрации с цел подпомагане на републиката срещу Германия и Кралство Италия се изпарява. Франция отново затваря границата в средата на юни 1938 г. и замразява републиканските финансови активи във френските банки.

## Численост

### Националисти
В началото на декември националистическата фракция концентрира армията на север от 300 000 – 340 000 души, водени от Фидел Арондо да завладеят Каталония. Националистите събират най-добрите си дивизии по целия фронт от Пиренеите към Средиземноморието. По протежение на Сегре националистите разполагат армията на Агустин Муньос Грандес, армията на Рафаел Гарсия Валиньо от Маестрасго и Арагонската армия на Хосе Москардо Итуарте.

### Републиканци
Противопоставяйки се на националистите, републиканците имат източната армия на Перея и армията от Ебро на Хуан Модесто с 220 000 – 300 000 души, 106 самолета (повечето от тях чатос), 250 оръдия и 40 танка. Съветското правителство се съгласява да изпрати на Каталония пратка от 250 самолета, 250 танка и 650 оръдия, но пратката стига до Бордо до 15 януари и само малка част от нея преминава през границата. Освен това, поради международната изолация на републиката и липсата на храна (според Бийвър, в Барселона дажбата на ден е била до 100 грама леща) моралът на правителствените войски и гражданското население в републиканската зона е много нисък. Хората желаят само край на войната: "... просто нека свърши, няма значение как свършва, но нека свърши сега."

## Битката

### Националистическа офанзива
Националистическата офанзива е планирана за 10 декември, но е отложена до 23 декември. На 23 декември италианците и Наварци преминават Сегре при Мекиненса, разбиват републиканските линии и напредват на 16 километра, но са спрени от V и XV републикански корпус, водени от Енрике Листер на 25 декември. На левия фланг Муньос Грандес и Гарсия Валиньо напредват към Сервера и Артеса, но са блокирани от 26-та републиканска дивизия. На юг войските на Хуан Ягуе са задържани от наводнението на Ебро. Републиканците възпират първата националистическа атака. Въпреки това те губят 40 самолета през първите десет дни от битката.
На 3 януари Хосе Солчага напада Боржас Бланкес, Муньос Грандес и Гарсия Валиньо окупират Артеса, а Ягуе прекосява Ебро. Москардо напада от Лейда, а италианците окупират Боржас Бланкес на 5 януари. В същия ден Републиканската армия започва изненадваща атака в Естремадура към Пеняроя Пуеблонуево, за да отклони националистическите сили, но офанзивата е спряна след няколко дни и националистическата офанзива в Каталония продължава. На 9 януари Арагонският корпус се присъединява към Гастоне Гамбара в Молеруса и разкъсва северната част на фронта. Републиканският корпус V и XV се срива и се оттегля. На 15 януари Арагонският и Маестраски корпус завладява Сервера, а мароканския корпус след еднодневен марш от 50 км окупира Тарагона. Към този ден националистите завладяват една трета от Каталония, взимат 23 000 пленници и убиват 5 000 републикански войници.

### Падане на Барселона
Тогава републиканското правителство се опитва да организира защита на Барселона, като нарежда всеобща мобилизация на всички мъже на четиридесет и пет и милитаризира цялата индустрия. Независимо от това, последователните защитни линии (L1, L2, L3) падат. Републиканските сили са превъзхождани шест към едно, а националистическите военновъздушни сили бомбардират Барселона всеки ден (40 пъти между 21 и 25 януари). Става ясно, че защитата на града е невъзможна. На 22 януари Солчага и Ягуе стигат до Лубрегат само на няколко километра западно от Барселона, Муньос Грандес и Гарсия Валиньо нападат Сабадел и Тераса, а Гамбара напредва в Бадалона. Началникът на щаба на републиканската армия, Висенте Рохо съобщава на републиканския премиер Хуан Негрин, че фронта е престанал да съществува, така че правителството напуска Барселона, след като пуска повечето от пленниците си. Голяма част от населението на Барселона бяга и от града. На 24 януари Гарсия Валиньо превзема Манреса, и на 25 януари националистите окупират и Тибидабо в покрайнините на Барселона. Националистите завладяват Барселона на 26 януари и в следващите пет дни мароканските части на Ягуе извършват грабежи и убийства без съд и присъда.

### Оттегляне
След окупацията на Барселона, националистическите войски, уморени от дългите маршове, забавят настъплението си, но скоро възобновяват действия, преследвайки отстъпващите колони на републикански войници и цивилни. На 1 февруари Негрин предлага, в последната среща на Генералитета Кортес в замъка Фигерас, капитулация с единственото условие зачитане на живота на победените, за да може испанският народ да реши бъдещата форма на управление, но Франсиско Франко не приема. На 2 февруари националистите влизат в Жирона, достигат 50 километра от границата на 3 февруари, окупират Фигерас на 8 февруари, а Рохо нарежда на републиканските войски да се оттеглят на френската граница. Стотици хиляди републикански войници, жени, деца и възрастни тръгват към френската граница пеша и с каруци, автобуси и камиони през валежи и сняг. Тяхното оттегляне е покрито от единици на републиканската армия, които извършват ударни атаки и засади. Националистическите военновъздушни сили и легион „Кондор“ бомбардират пътищата, водещи до Франция. На 28 януари френското правителство обявява, че цивилните могат да преминат границата, а на 5 февруари и републиканските войници. Между 400 000 и 500 000 бежанци пресичат границата, сред които президентът на републиката Мануел Асаня, министър-председателят Хуан Негрин и началника на щаба на републиканската армия Висенте Рохо, както и президентът на Каталония Луис Компанис и хора от правителството на Каталония. Негрин се връща в Испания на 9 февруари, но Асаня и Рохо отказват да се върнат. До 9 февруари националистите стигат до границата, а на следващия ден последните части на армията на Модесто от Ебро преминава във Франция, след което националистите затварят границата.

## Последици

### Военно-политически
С падането на Каталония Републиката губи втория по големина град в страната, каталонската военна индустрия и голяма част от армията си (повече от 200 000 войници). На 2 февруари Асаня подава оставка и същия ден Франция и Обединеното кралство признават легитимността на франкисткото правителство. По-нататъшната военна съпротива става невъзможна и войната е загубена за републиката, въпреки факта, че 30% от Испания все още е под републикански контрол и министър-председателят Хуан Негрин настоява, че републиката може да продължи да се съпротивлява.
Автономията на Каталония е премахната. Каталонският език, сарданските и каталонските християнски имена са забранени. Всички каталонски вестници са реквизирани, а забранените книги изтеглени и изгорени. Дори надписите върху гробниците в гробището Монтхуик в чест на Буенавентура Дурути, Франсиско Аскасо и Франсеск Ферер са премахнати.

### Съдба на републиканските бежанци
Републиканските изгнаници са интернирани в 15 импровизирани лагера (предимно заграждения с бодлива тел върху пясъка, без основен подслон, санитарни помещения или съоръжения за готвене) от френското правителство на места като Аржелес, Гюр, Ривсалт и Верне. Условията на живот в лагерите са много тежки: през първите шест месеца 14 672 бежанци умират от недохранване или дизентерия. Френското правителство насърчава бежанците да се завърнат и до края на 1939 г. между 70 000 и 180 000 от тях се завръщат в Испания. Въпреки това 300 000 никога не се връщат. Мнозина търсят убежище в други страни: Съветския съюз (между 3 000 и 5 000), САЩ и Канада (около 1 000), Великобритания, Белгия и други европейски страни (между 3 000 и 5 000) и Латинска Америка (30 000 към Мексико, 10 000 към Аржентина, 5 000 към Венецуела, 5 000 към Доминиканската република, 3 500 към Чили и т.н.). Въпреки това най-малко 140 000 бежанци остават във Франция, докато 19 000 отиват във френските колонии в Северна Африка. След падането на Франция 10 000 – 15 000 бежанци са задържани от нацистите и депортирани в концентрационни лагери. Други 10 000 се присъедяват към Френската съпротива, а повече от 2 000 към Френската освободителна армия.